# Municipio de Varner
El municipio de Varner (en inglés: Varner Township) es un municipio ubicado en el condado de Ripley en el estado estadounidense de Misuri. En el año 2010 tenía una población de 657 habitantes y una densidad poblacional de 10,56 personas por km².

## Geografía
El municipio de Varner se encuentra ubicado en las coordenadas 36°35′3″N 90°41′17″O / 36.58417, -90.68806. Según la Oficina del Censo de los Estados Unidos, el municipio tiene una superficie total de 62.2 km², de la cual 62,2 km² corresponden a tierra firme y (0 %) 0 km² es agua.

## Demografía
Según el censo de 2010, había 657 personas residiendo en el municipio de Varner. La densidad de población era de 10,56 hab./km². De los 657 habitantes, el municipio de Varner estaba compuesto por el 97,11 % blancos, el 1,52 % eran amerindios, el 0,46 % eran de otras razas y el 0,91 % eran de una mezcla de razas. Del total de la población el 1,22 % eran hispanos o latinos de cualquier raza.